# Parascopas exertus
Parascopas exertus är en insektsart som beskrevs av Ronderos 1982. Parascopas exertus ingår i släktet Parascopas och familjen gräshoppor. Inga underarter finns listade i Catalogue of Life.